# Den eenlige
Den eenlige (Deens voor De eenzame) is een compositie van Niels Gade. Het is een toonzetting van het gelijknamige gedicht van Bernhard Severin Ingemann. 
Tekst:
Tre rejsende drog fa herberget ud:
Farvel! Du dejligste terne! –
Mig venter min viv – mig venter mig brud –
Mig venter slet ingen i det fjerne.

Den første hun gav så venligt et nik,
Og hånd hun rakte den anden;
Den tredje hun gar så blysomt et blik
Og rødmed fra halsen op til panden.

Den første hun gav en blomst til hans viv
Den anden majlov til bruden
Den tredjehun gav til ensomme liv
Sin sjæl et tåreblik fra ruden.

De rejsende skiltes hver på sin vej-
Snart visne blomster og blade;
Men sjælen i blikket visner kun ej
Og den skal ret aldrig mig forlade.